# Ričice (Bośnia i Hercegowina)
Ričice – wieś w Bośni i Hercegowinie, w Federacji Bośni i Hercegowiny, w kantonie środkowobośniackim, w gminie Travnik. W 2013 roku liczyła 584 mieszkańców, z czego większość stanowili Chorwaci.